# Фрейзер, Чарли
Чарли Фрейзер (англ. Charlee Fraser; род. 25 декабря 1995, Ньюкасл, Новый Южный Уэльс) — австралийская супермодель и актриса. По состоянию на май 2018 года она входит в число «50 лучших моделей индустрии моды» по версии models.com. Она была самой занятой моделью весны 2018 года на Нью-Йоркской неделе моды. Фрейзер появлялся на обложках Vogue, Harper's Bazaar и Numéro.

## Ранние годы
Фрейзер имеет авабакальское происхождение. Она средний ребенок из трёх братьев и сестёр. В 2015 году дом её детства был снесен бульдозером после ссоры между её отцом и другом.

## Карьера
Фрейзер была замечена фотографом в Ньюкасле, Новый Южный Уэльс. Она работала моделью на показах Недели моды в Сиднее, а затем дебютировала на показе Александра Вана в 2016 году, где известный стилист Гвидо Палау сделал ей и другим моделям уникальные стрижки. В том сезоне она также ходила по подиуму для Дерека Лама, Rodarte, Брендона Максвелла, Prada, Marni, Dior, Lanvin, Balenciaga, Givenchy, Mulberry Group, Céline, Стеллы Маккартни, Тома Форда, Прабала Гурунга, Chanel, Альберты Ферретти, Chloé и других.
Фрейзер была на обложке Vogue Australia. Она появлялась в Vogue, Vogue Italia, Vogue Mexico, Vogue Japan, Numéro, Russh и Dazed и в других журналах. Она участвует в косметической кампании Тома Форда «BOYS & GIRLS».

## Фильмография
| Год  | Название                         | Роль           | Примечания |
| ---- | -------------------------------- | -------------- | ---------- |
| 2023 | Кто угодно, но не ты             | Маргарет       | Кинодебют  |
| 2024 | Фуриоса: Хроники Безумного Макса | Мэри Джо Басса |            |